# Linnaemya pilitarsis
Linnaemya pilitarsis là một loài ruồi trong họ Tachinidae.